# Rifugio Tuckett – Quintino Sella

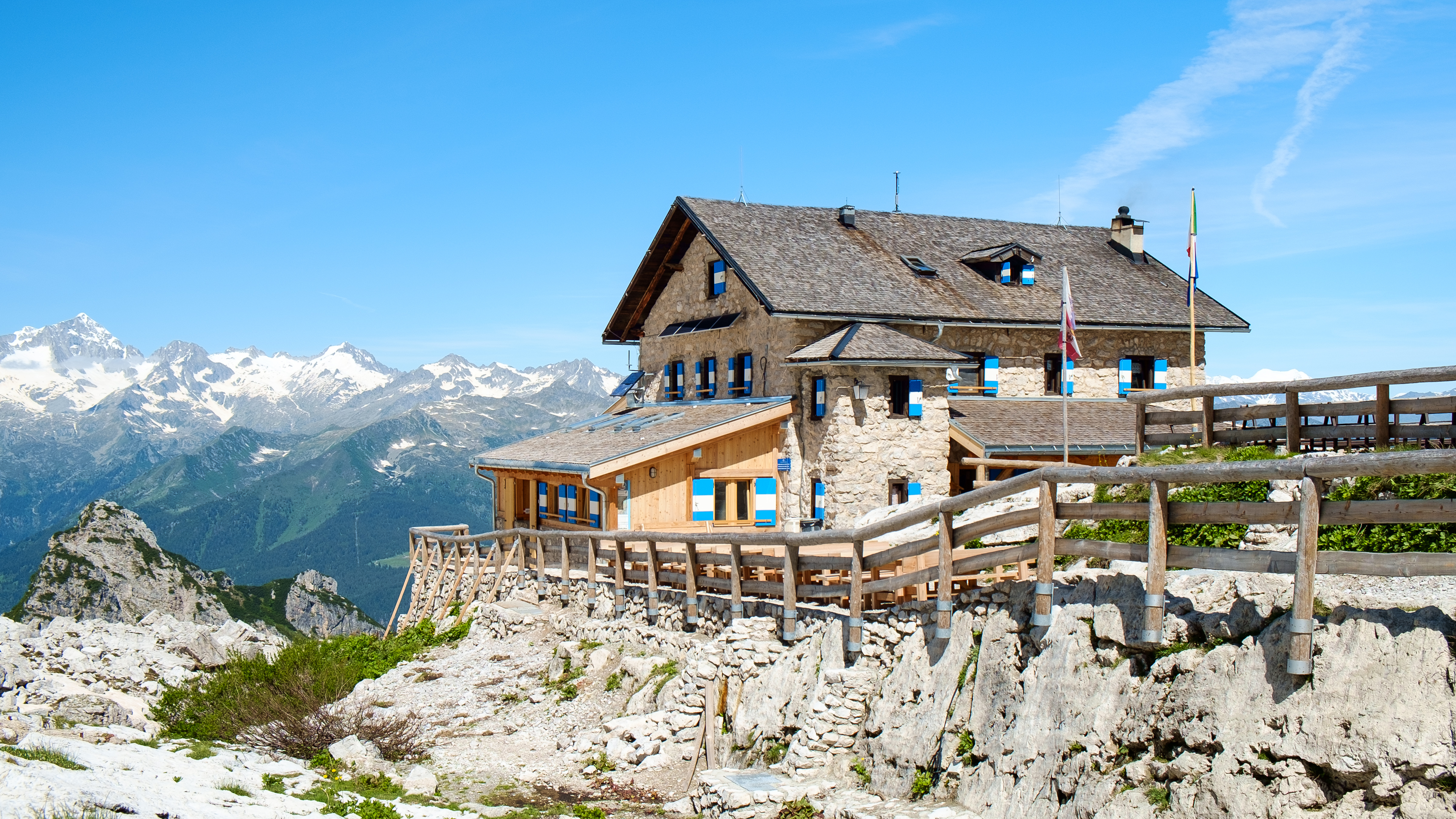
Rifugio Tuckett mit der Presanella im Hintergrund

Das Rifugio Tuckett – Quintino Sella  ist eine Schutzhütte der Società degli Alpinisti Tridentini (SAT) in der Brentagruppe. Der Doppelbau setzt sich aus der 1905/1906 von der Sektion Berlin des DuOeAV unterhalb des Tuckett-Joches errichteten Tuckettpasshütte, auch Tuckettjochhütte, und dem zur gleichen Zeit unmittelbar daneben erbauten Rifugio Quintino Sella der SAT zusammen. Beide Häuser liegen auf der Höhe 2272 m s.l.m. Die kleinere SAT-Hütte dient mittlerweile nur mehr als Dependance. Benannt sind sie nach dem englischen Alpinisten Francis Fox Tuckett und dem italienischen Naturwissenschaftler und Begründer des CAI, Quintino Sella.

## Lage
Die beiden Hütten liegen im oberen Vallesinella im zentralen Bereich der Brenta zwischen dem südlich liegenden Stock der Cima Brenta (3151 m) und dem nördlich angrenzenden Vallesinella-Stock. Sie wurden am Fuß des Castelletto Inferiore (2601 m) auf einem kurzen, breiten Felsband westlich der Bocca di Tuckett (2648 m) und des darunterliegenden Firngletschers Vedretta di Brenta inferiore errichtet. Im Westen reicht das Panorama bis zur Presanella (3556 m) und der südlich davon liegenden Adamellogruppe.

## Geschichte
Der italienischsprachige Teil Tirols mit den damaligen Bezirken Rovereto und Trient gehörte bis zum Ende des Ersten Weltkriegs zur Österreichisch-Ungarischen Monarchie. Die Sektion Trient des Deutschen und Oesterreichischen Alpenvereins (DuOeAV) plante seit 1896 eine Schutzhütte in der Brenta für Bergsteiger und Alpinisten zu errichten. Ein Jahr zuvor hatte der Zentralausschuss des DuOeAV dem Bau einer Hütte durch die Sektion Trient an der Presanella noch ihre finanzielle Unterstützung abgelehnt, um einem offenen Streit mit der irredentisch geprägten Società degli alpinisti Tridentini aus dem Weg zu gehen. Einen wichtigen Unterstützer für den Bau fand man schließlich in Theodor Christomannos, einem einflussreichen Politiker und Präsidenten der Sektion Meran des DuOeAV, für den der Bau ein patriotisches Zeichen darstellte, mit dem die nationalen Ansprüche auf das italienischsprachige Trentino unterstrichen werden sollten.
Die neue Hütte sollte eine Grundfläche 200 m² haben, das dafür vorgesehene Grundstück am Tuckettjoch sollte für 2 Kr. jährlich gepachtet werden. Doch war die Sektion Trient finanziell nicht in der Lage den Bau zu beginnen, so dass 1903 die finanzstärkere Sektion Berlin des DÖAV das Grundstück übernahm und mit der Planung der Hütte begann. Gleichzeitig wurde der Grund auf 500 m² vergrößert. Die an die K.K. Finanz-Bezirks-Direktion Trient zu zahlende Pacht betrug nun 5 Kr. Als erste Maßnahme legte der Förderungsverein Campiglio im August 1903 einen für Maultiere begehbaren Weg zum Bauplatz an. Im Mai 1904 traf sich der Vorstand der Sektion Berlin mit dem Bauunternehmer Ballardini aus Montagne bei Tione, um den Platz zu besichtigen. Doch kurze Zeit später traf in Berlin ein Brief aus Rovereto ein, in dem die Società degli Alpinisti Tridentini mitteilte, dass sie ebenfalls dort eine Hütte bauen werde und noch im Sommer 1904 damit beginnen werde. Wie sich herausstellte, waren die beiden Bauplätze nur etwa 20 Meter voneinander entfernt. Es war also eine spezielle Konkurrenzsituation zu erwarten, die die Berliner nicht erfreute.
Die Società degli alpinisti Tridentini war ebenfalls nicht erfreut darüber, dass die Deutschen an gleicher Stelle bauen wollten, denn sie plante nach eigenen Angaben auf der Gemarkung der Gemeinde Ragoli-Montagne seit längerer Zeit ebenfalls eine Hütte und beanspruchte daher ältere Rechte für sich. Außerdem ging man davon aus, dass einheimischen Projekten der Vortritt gelassen werde. Für ihr geplantes Rifugio Q. Sella hatte die Società bereits 1902 das Grundstück und eine Baugenehmigung erhalten. In einem sehr höflich gehaltenen Schreiben an die Sektion Berlin vom 24. Juni 1904 machten die Italiener aber klar, „dass sie von den Berliner Plänen vorher hätten informiert sein müssen. Man wolle zwar die nationale Empfindlichkeit nicht übertreiben, aber das Gefühl, dass sich die deutschen Vereine immer mehr in dem Gebiet niederlassen würden, sei nicht von der Hand zu weisen, sie achten nicht immer die Nationalität des Landes“. Unterstrichen wurde dieser Vorwurf dadurch, dass „sämtliche Wegweiser und Tafeln auf diesem italienischem Boden nur deutsche Aufschriften tragen […]. Ihr Deutschen, die ihr so voller Hochmut eifersüchtig und stolz auf Eure Nationalität seid, dürft Euch doch nicht darüber wundern, dass wir Italiener es ebenso sehr auf die unsere sind.“ Das Schreiben schließt mit der Hoffnung, dass eine internationale Verständigung möglich sei.
Die Rivalität zog sich hin, beide Seiten bestanden darauf, die Häuser zu bauen. Man wollte eine Schiedskommission einberufen, vor Gericht gehen und die Eigentumsverhältnisse neu klären lassen, doch die Behörden hielten sich aus dem Streit, der zunehmend schärfer ausgetragen wurde, heraus. So begannen die rivalisierenden Seiten mit dem Bau ihrer Prestigeobjekte. Beide Häuser wurden etwa zur gleichen Zeit fertig gestellt und im August 1906 eingeweiht, wobei die Italiener eine Woche früher ihre Feier veranstalteten. Eine friedliche Koexistenz der beiden Häuser war ab 1910 auf dem Tuckettjoch möglich, denn die Sektion Berlin finanzierte eine 800 Meter lange verzinkte Wasserleitung aus Mannesmannröhren vom Gletscher zu den beiden Hütten. Zuvor musste das Wasser über eine Strecke von einem Kilometer von Trägern transportiert werden. Nach dem Ende des Ersten Weltkriegs kam die Tuckettpasshütte in italienisches Eigentum, die formelle Enteignung erfolgte 1920.

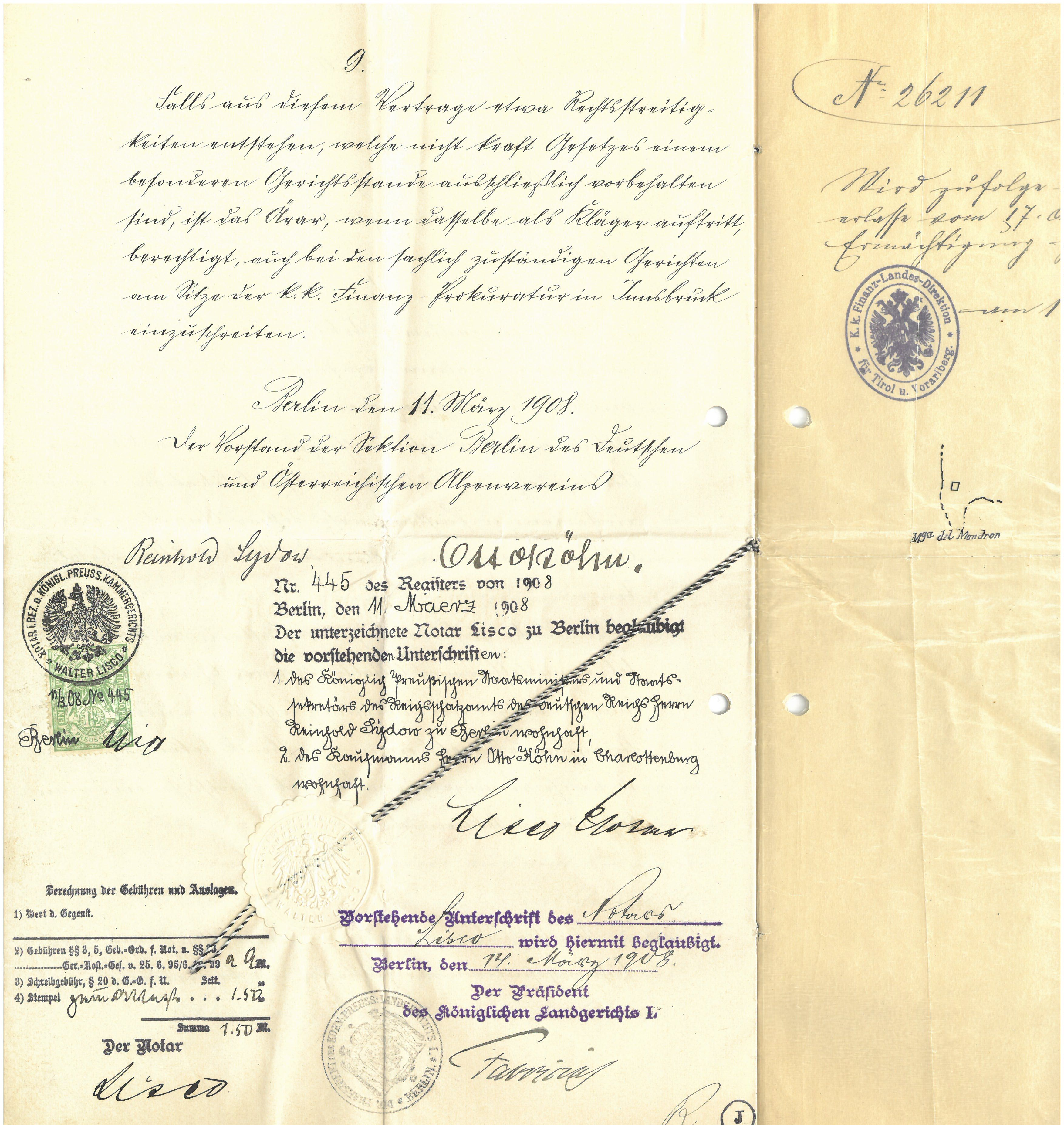
Pachtvertrag für das Grundstück auf dem Tuckettpass
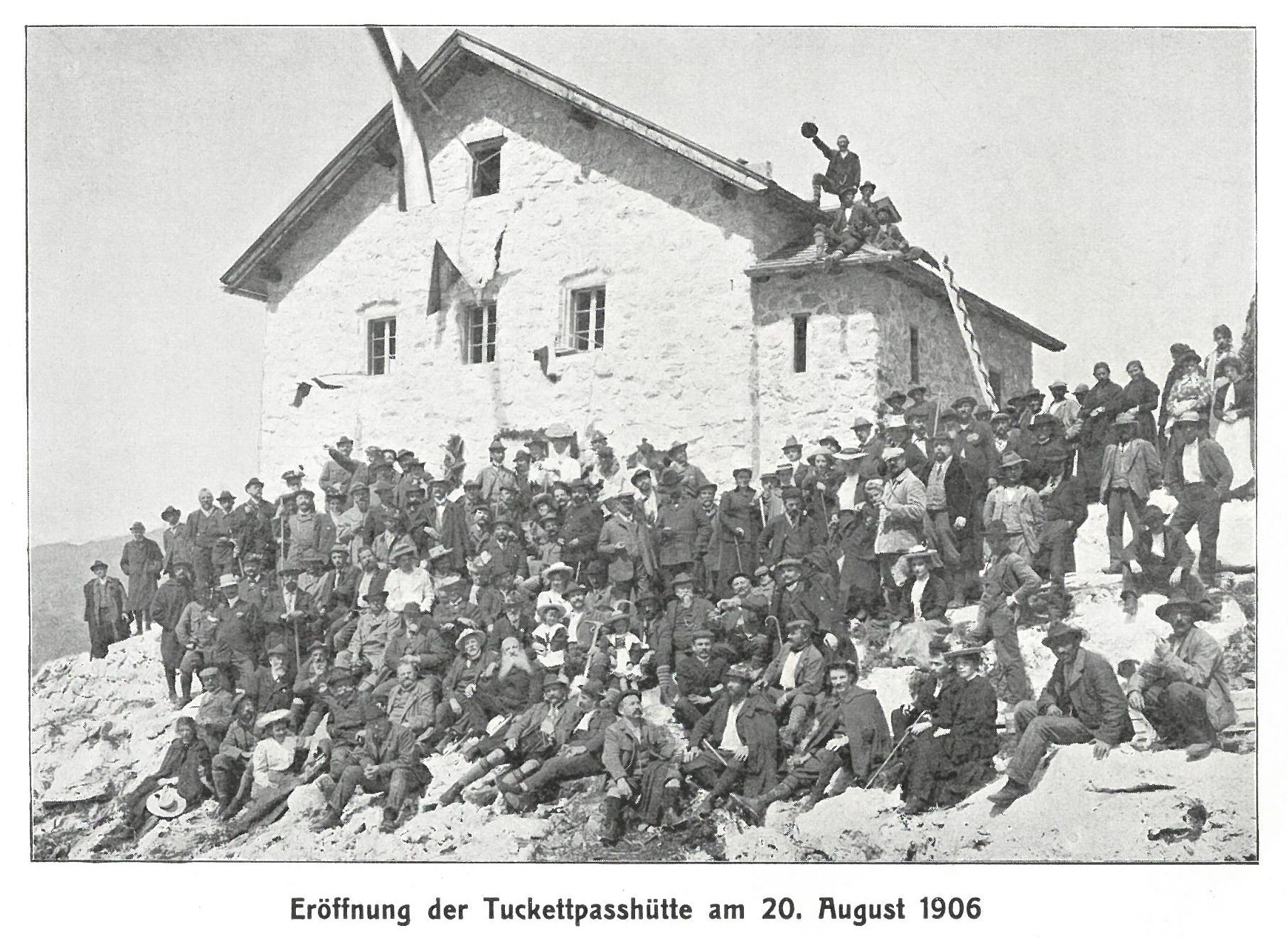
Eröffnung der von den Berlinern erbauten Hütte
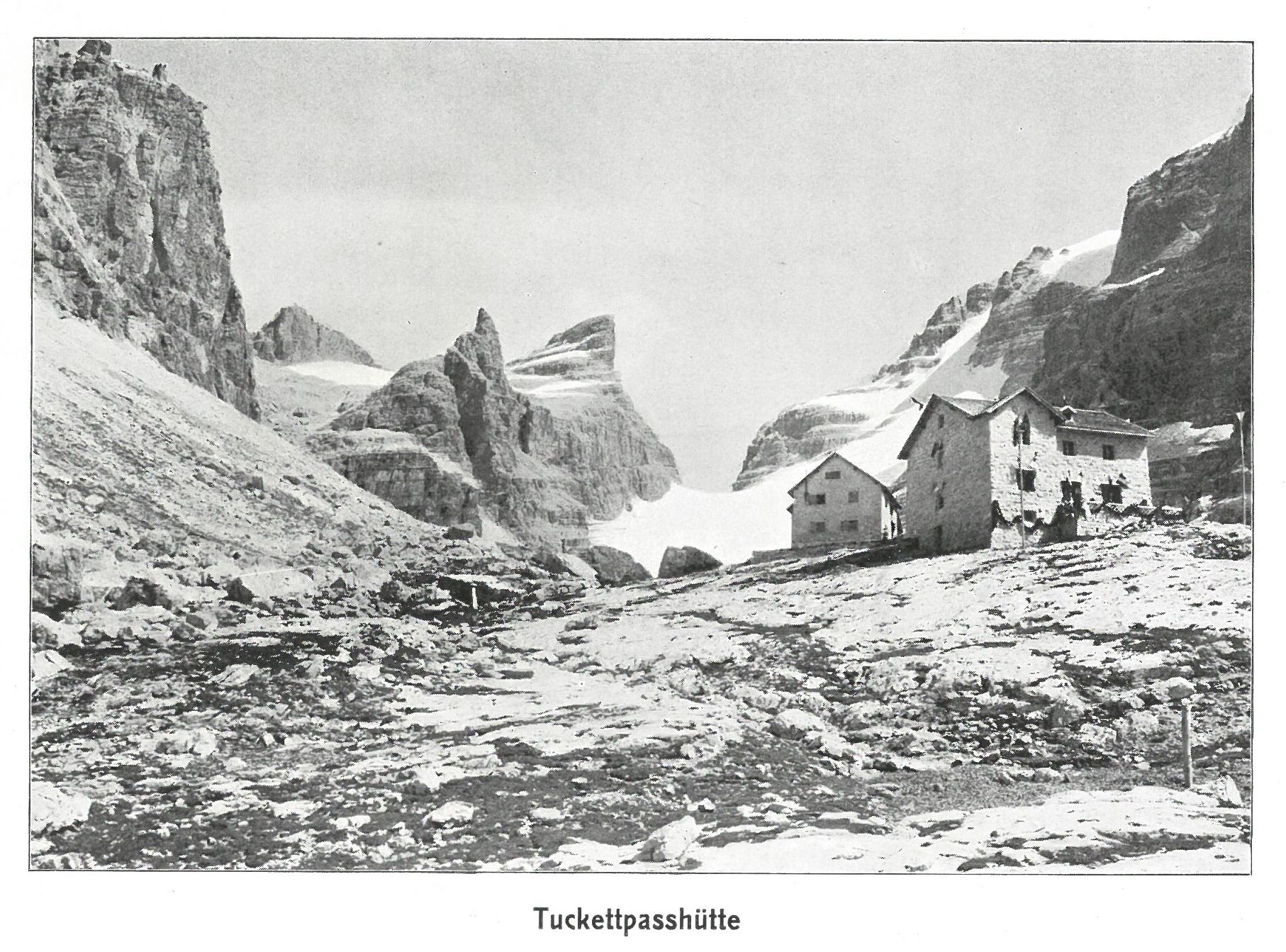
Beide Häuser kurz nach der Fertigstellung 1906
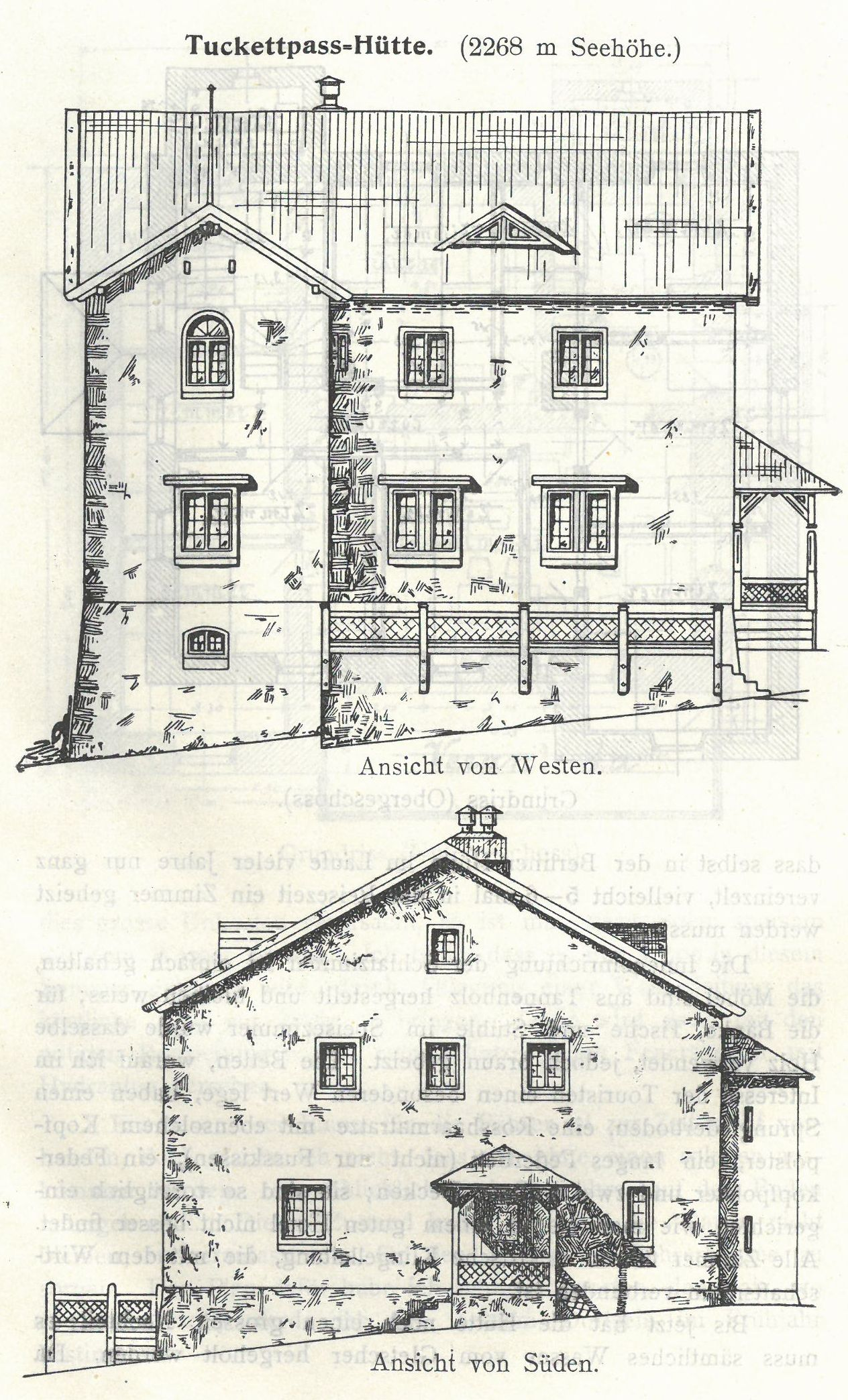
Entwurfsskizze von Ratszimmermeister Friedrich Schwager, etwa 1903/1904

Im Sommer 2016 enthüllten der Bezirksbürgermeister Reinhard Naumann des Berliner Bezirkes Charlottenburg-Wilmersdorf, Partnerstadt von Trient, sowie der Präsident der S.A.T., Claudio Bassetti, eine Gedenktafel am Rifugio Tuckett – Q.Sella im Zeichen der Völkerverständigung und des Friedens.

## Aufstiege
Das Rifugio Tuckett – Quintino Sella liegt etwa sechseinhalb Kilometer Luftlinie südöstlich oberhalb von Madonna di Campiglio. Aufstiege zur Hütte gibt es
- vom Gasthaus Rifugio Vallesinella di Madonna di Campiglio (1513 m) über den Wanderweg Nr. 317, am Rifugio Casinei (1825 m) vorbei, in einer Gehzeit von eindreiviertel Stunden
- von Madonna di Campiglio aus mit einer Seilbahn zum Passo del Grostè (2442 m), dann auf dem Wanderweg Nr. 316 in eineinhalb Stunden zur Tucketthütte.

## Gipfel und Übergänge
Von der Hütte aus sind mehrere teilweise anspruchsvolle Gipfelbegehungen möglich, die aber alpinistisches Können und Beherrschung der Sicherungstechniken für das Klettern voraussetzen.
- Cima Brenta (3150 m): Schwierigkeit AD (abbastanza difficile, ziemlich schwierig)
- Cima Mandròn (3040 m): F (facile, leicht)
- Castelletto Superiore di Vallesinella (2969 m): F
- Castelletto Inferiore di Vallesinella (2601 m): PD (poco difficile, wenig schwierig)
- Cima Quintino Sella (2917 m): F

Hochalpine Übergänge, teilweise als sehr ausgesetzte und schwierige Klettersteige, führen von der der Hütte aus zum
- Rifugio Graffer al Grostè (2261 m, Gehzeit 4 Stunden)
- Rifugio Angelo Alimonta (2580 m, Gehzeit je nach Variante 2 ½ bis 6 ½ Stunden)
- Rifugio Tosa e „T. Pedrotti“ (2486 m Gehzeit je nach Variante 3 bis 8 Stunden)
- Rifugio Alberto e Maria ai Brentei (2120 m, Gehzeit 2 ½ Stunden)
- Rifugio Croz dell’Altissimo (1480 m), bei Molveno (Gehzeit 2 ½ Stunden)

## Karten
- Alpenvereinskarte Blatt 51 Brentagruppe (1:25.000)[6]
- Casa Editrice Tabacco Blatt 053 Dolomiti di Brenta
- Casa Editrice Tabacco Blatt 067 Altopiano della Paganella – L. di Tovel – C. Brenta – Trento[7]